# オマーン・リアル
オマーン・リアルはオマーンの通貨。補助通貨はバイザで、1リアルは1,000バイザ。オマーンでは以前、他国の通貨や、マスカット首長国の発行したリアルの前身となる通貨など、さまざまな通貨（ドイツのターラー銀貨の一種マリア・テレジア・ターラー、バーレーンのバーレーン・ディナール、クウェートのクウェート・ディナール、ドファール・バイザ、マスカット・バイザ、オマーン・バイザ）が流通していたが、1970年にオマーン・リアルが発行され統一された。

## 為替レート
補足：このレートは固定レートとは異なる値が出る。